# Friedrich Schlemm
Friedrich Schlemm (Salzgitter, 1795 – Berlino, 1858) è stato un anatomista tedesco.
Fu insegnante di anatomia all'Università di Berlino dal 1829 fino all'anno della morte. È ricordato per la prima accurata descrizione dei nervi della cornea e del canale sclero-corneale che prende il nome da lui, pubblicata nel 1828.

## Opere
- Ueber das Nervensystem der Petromyzon (con Johann Samuel Eduard d'Alton; 1838)